# Federazione dell'Australia
La Federazione dell'Australia è stata un dominion britannico istituito nel 1901 e divenuto nel 1931, con lo Statuto di Westminster del 1931, un reame del Commonwealth (Commonwealth of Australia). L'entità politica si è affermata dalla fusione di sei distinte colonie:
- Queensland;
- Nuovo Galles del Sud;
- Victoria;
- Tasmania;
- Australia Meridionale;
- Australia Occidentale.

I territori delle storiche colonie britanniche corrispondono in linea di massima agli odierni Stati federali dell'Australia.